# Korthalsella taenioides
Korthalsella taenioides är en sandelträdsväxtart som beskrevs av Adolf Engler. Korthalsella taenioides ingår i släktet Korthalsella och familjen sandelträdsväxter. Inga underarter finns listade i Catalogue of Life.